# Perpra

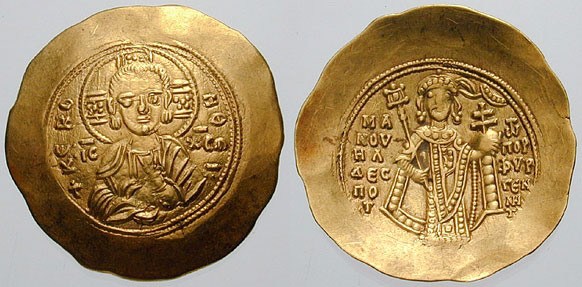
Perpra de Manuel I Comnè

La perpra (en grec ὑπέρπυρον, hipérpiron, 'molt refinada'), era una moneda romana d'Orient utilitzada durant l'edat mitjana. Va ser creada per l'emperador Aleix I Comnè el 1092 per substituir el nomisma, versió grega del sòlid. La perpra era d'or de la més alta qualitat (en general del 90-95%, d'aquí el seu nom), i pesava uns 4,45-4,48 grams. Aquesta moneda també s'anomena besant (d'or); besant era l'abreviació de Byzantius nummus, és a dir, moneda de Bizanci.
La perpra tenia un valor de 5 ducats o 20 nomismes, encara que el valor de les monedes del mateix nom era diferent a Xipre i altres països mediterranis.